# Burnt Prairie
Burnt Prairie és una població dels Estats Units a l'estat d'Illinois. Segons el cens del 2000 tenia 58 habitants.

## Demografia
Segons el cens del 2000, Burnt Prairie tenia 58 habitants, 31 habitatges, i 15 famílies. La densitat de població era de 279,9 habitants/km².
Dels 31 habitatges en un 16,1% hi vivien nens de menys de 18 anys, en un 45,2% hi vivien parelles casades, en un 3,2% dones solteres, i en un 48,4% no eren unitats familiars. En el 41,9% dels habitatges hi vivien persones soles el 32,3% de les quals corresponia a persones de 65 anys o més que vivien soles. El nombre mitjà de persones vivint en cada habitatge era d'1,87 i el nombre mitjà de persones que vivien en cada família era de 2,5.
Per edats la població es repartia de la següent manera: un 12,1% tenia menys de 18 anys, un 12,1% entre 18 i 24, un 20,7% entre 25 i 44, un 29,3% de 45 a 60 i un 25,9% 65 anys o més.
L'edat mediana era de 53 anys. Per cada 100 dones de 18 o més anys hi havia 88,9 homes.
La renda mediana per habitatge era de 18.125 $ i la renda mediana per família de 23.750 $. Els homes tenien una renda mediana de 33.750 $ mentre que les dones 23.750 $. La renda per capita de la població era de 14.572 $. Aproximadament el 18,2% de les famílies i el 28,3% de la població estaven per davall del llindar de pobresa.

## Poblacions més properes
El següent diagrama mostra les poblacions més properes.